# روسال دي لا فرونتيرا
بلدية روسال دي لا فرونتيرا (بالإسبانية: Rosal de la Frontera) هي بلدية تقع في مقاطعة ولبة التابعة لمنطقة أندلوسيا جنوب إسبانيا.

## الديموغرافيا
بلغ عدد سكان بلدية روسال دي لا فرونتيرا 1.913 نسمة عام 2011 (وفقاً للمعهد الوطني الإسباني للإحصاء).
| 1.915 | 1.869 | 1.749 | 1.817 | 1.820 | 1.879 | 1.913 |